# Kupua
De Kupua zijn in de Hawaiiaanse mythologie een groep van onheilsgoden.
In diverse mythes en legendes uit Hawaï worden deze onheilsgoden vermeld. Ze worden afgeschreven als monsters die de kracht hebben om voor te komen in meerdere lichamen (Antropomorfisme). Meestal hebben ze een wreedaardig karakter en willen ze mensen in een zeer slecht daglicht plaatsen. 
De meeste Kupua zijn onheilsgoden met een dubbel lichaam. Meestal hebben ze een menselijke vorm (niet noodzakelijk) en kunnen ze verschijnen onder een tweede vorm. Dat kan dierlijk zijn, maar ook als groente, zaden of zelfs mineralen.

## Onderverdeling van Kupua
Naargelang de onderverdeling kan men zich in minstens volgende vorm voordoen
- Ka-poe-kino-lau: bladeren van bomen
- Ka-poe-kino-pua: bloemblaadjes
- Ka-poe-kino-manu vogels
- Ka-poe-kino-laau: bomen, maar ook als hout (bijvoorbeeld: houten dak, houten afsluiting, ...)
- Ka-poe-kino-pupu: schelpen
- Ka-poe-kino-ao: wolken
- Ka-poe-kino-maani: winden
- Ka-poe-kina-ia: vissen
- Ka-poe-kina-mano: haaien
- Ka-poe-kina-limu: mos (vnl zeemos)
- Ka-poe-kina-pokaku: steen
- Ka-poe-kina-hiwa-hiwa: gevaarlijke plaats

## De bekendste Kupua
- Mamala: een beeldschone vrouw die zich kon omvormen tot een enorme leguaan of krokodil.  Als vrouw trachtte ze mannen in het water te lokken.  Zodra dat lukte, vormde ze zich om tot krokodil en doodde de man.
- Kahanai: komt in de vorm van een hond en tracht vriendschap te sluiten met een mens. Zodra dat is gelukt, vormt hij zich om in zijn menselijke vorm.  Dan wordt hij een kannibaal en eet de mens op.
- Maui: dit is een haan die eigendom was van de koning van Maui. De haan was onoverwinnelijk in hanengevechten.  Hij kon zich ook omvormen tot eender welke andere vogel